# NGC 7832
NGC 7832 este o liner situată în constelația Peștii. A fost descoperită în 20 septembrie 1784 de către William Herschel. Se află la o distanță de 69,5 de megaparseci de Pământ.